# Будулай
Будула́й Рома́нов — цыган, главный герой романа писателя Анатолия Калинина «Цыган», воплощённый на экране актёрами театра и кино Евгением Матвеевым, Михаем Волонтиром и Отаром Мегвинетухуцеси в художественных фильмах и сериалах производства СССР и России. Олицетворяет собой обрусевшего цыгана, проникшегося чувствами к донской казачке, который даже будучи ветераном Великой Отечественной войны и в высшей степени заслуженным человеком, подвергается нападкам со стороны представителей других наций
Книги о приключениях цыгана Будулая издавались огромными тиражами, выходили за рубежом — в Великобритании, Германии, Югославии, Китае, во Франции, Вьетнаме. Первая экранизация романа с Евгением Матвеевым в заглавной роли снималась на Дону и вышла в 1967 году. В 1979 году вышла вторая экранизация романа с Михаем Волонтиром, также снимавшаяся на Дону. В 1985 году Волонтир снялся в фильме «Возвращение Будулая», который является продолжением картины 1979 года. В середине 1990-х вышел четырёхсерийный фильм «Будулай, которого не ждут» с Отаром Мегвинетухуцеси в главной роли.

## Краткая биографическая справка
Будулай — мужчина предпенсионного возраста, странствующий по просторам Советского Союза в послевоенные годы. Он — фронтовик и человек, много повидавший на своём веку.
До войны Будулай был женат и работал кузнецом. После гибели его жены в 1942 году под траками немецкого танка он вместе с другими добровольцами с хутора Приваловского поступил на военную службу в конницу Красной Армии и сражался с немцами до самой Победы. Он нёс службу в рядах 5-го донского кавкорпуса, с которым прошёл от Терека до Австрийских Альп, проехав в казачьем седле по астраханской, терской, кубанской, донской, азовской, украинской, молдавской, румынской и венгерской земле, от Володина кургана под Астраханью, через Кизляр, Ага-Батыр, камыши Кугейского лимана под Азовом, Корсунь-Шевченковский котёл, Карпаты, Бухарест, Ойтозское ущелье, неспокойные воды Дуная. Принимал участие в освобождении Ростова и взятии Будапешта. На счету Будулая множество дней и ночей, проведённых в разведке, и выполненных сложнейших боевых задач.
Полковник в отставке, почётный сотрудник госбезопасности, ветеран внешней контрразведки КГБ СССР Станислав Лекарев в своей статье отмечает, что Михай Волонтир в роли Будулая создал весьма яркий образ цыганского батальонного разведчика. «Будулай, — пишет Лекарев, — стал наиболее ярким воплощением таких качеств разведчика как смелость, преданность, боевая смекалка, умение ориентироваться в сложной обстановке и мгновенно принимать самостоятельные и единственно правильные решения. Он с лёгкостью справлялся со своими специфическими и порой деликатными обязанностями, и у зрителя никогда не возникало сомнения в том, что он был ас в разведке своего батальона».
Как ветеран Великой Отечественной, Будулай награждён орденами и медалями:
| Орден Красного Знамени · Орден Славы |
| Медаль «За взятие Будапешта»         |
| Остальные награды не уточняются      |

| Орден Красной Звезды · Орден Отечественной войны                                                                                      |
| Медаль «За отвагу» (СССР) · Медаль «За боевые заслуги» · Медаль «За победу над Германией в Великой Отечественной войне 1941—1945 гг.» |

По окончании войны Будулай возвращается на Донскую землю. После того, как странствия приводят его в донской хутор Вербный, он проникается отцовскими чувствами к местному мальчику Ване, который, как позже выясняется, действительно оказывается его сыном: жена погибла, но сын уцелел и его взяла на воспитание казачка Клавдия. В свободное время Будулай играет на русской семиструнной гитаре и питает особую любовь к лошадям — в бытность разведчиком, в ходе освобождения Румынии он, по слухам, увёл коня из конюшен румынского короля Михая I, за что его непосредственный командир был вынужден краснеть на ковре у маршала Фёдора Толбухина. Впрочем, сам Будулай всегда отрицал свою причастность к этой полушутливой истории, и в целом негативно относился к подобного рода славе, считая, что она лишь укрепляет устоявшийся стереотип, что каждый цыган — это конокрад и бездельник.

## Прототип персонажа и цыганский колорит романа
Воспоминания Анатолия Калинина показывают, что у книги и фильмов была фактическая основа. Военное прошлое главного героя — одна из двух ключевых линий сюжета романа «Цыган». И в данном ключе очень важно, что автор указал реальную фамилию:
Образ Будулая появился у меня в тот момент, когда командир казачьего корпуса Селиванов привёл меня в госпиталь, где вручали орден Красной Звезды цыгану-разведчику Ищенко. Тогда я ещё не знал, что буду писать роман «Цыган»… А до этого, когда мы отступали под Малой Белозёркой, я видел цыганскую раздавленную кибитку. Мне рассказали, что какая-то украинская женщина взяла оставшегося в живых младенца… Потом, когда я переехал в Пухляковку, через некоторое время здесь поселился кузнец-цыган. Звали его Иваном Васильевичем, жену Галей, а младшего брата — Будулаем. Это имя Будулай-Будулай-Будулай — как музыка. Будулай любил играть на балалайке. А его племянница-красавица в это время ходила по кругу и танцевала.Анатолий Калинин
Имя и отчество этого фронтовика на данный момент пока ещё не восстановлены. Историк и цыгановед Николай Бессонов после тщательного изучения романа приходит к выводу, что вероятнее всего, литературный Будулай относился к сэрвской этногруппе, хотя, если судить по его имени и описанию табора, герой повести был влахом. Впрочем, как уверен Бессонов, Анатолий Калинин не разбирался в таких тонкостях. И если русская часть книги написана с большим знанием реальной жизни, то цыганская — крайне поверхностна.
«Конечно, — пишет Бессонов, — книга неровная, и всё, что написано о внутренней жизни цыган — в частности, об истинных цыганских обычаях, языке, и о таборной психологии — это штампы советского восприятия», однако, тему «цыгане и война», по словам Бессонова, писатель раскрыл, причём ярко и талантливо. По его убеждению, можно относиться с полным доверием ко всем сценам, где говорится о военном прошлом Будулая. Писатель, который сам фронтовик, честно отразил боевые заслуги цыганских мужчин. Литературный Будулай, как следует из романа, служил в разведке и дослужился до лейтенанта. В ходе работы над документальной книгой Бессонов нашёл сведения о десятках цыган-разведчиков, в том числе и офицеров. В послевоенное время никто не сомневался в патриотизме цыганского населения. У многих фронтовиков были сослуживцы-цыгане. «Это скорее тенденция современности, — с сожалением констатирует Бессонов, — что современные журналисты нередко пишут пакостную для ветеранов-цыган фразу: „У них один только Будулай воевал — да и то в кино“. А сразу после победы простые люди не воспринимали кочевых цыган в гимнастёрках как обманщиков. Слишком свежи были воспоминания о боевом братстве».
Калинин поведал в одном из интервью, что имя персонажа было позаимствовано от одного молодого цыгана, которого Калинин уже после войны видел в своём хуторе разъезжающим в красной рубашке на велосипеде. «Но сходство с прототипом книжного героя ограничивается именем. Внешность, поступки, судьба Будулая из романа „Цыган“ совершенно другие. Это собирательный образ», — пишет обозреватель газеты «Труд» Людмила Карамышева.

## Литературная критика
«В повести мимоходом сказано, что табор, из которого ушёл Будулай, решил осесть на донской земле. Мы не только не знаем жизни этого табора, мы никого из таборных цыган не видели в глаза. Примерное представление о жизни этого сообщества людей мы можем почерпнуть только из отрывочных воспоминаний Будулая, который рассказывал Ване, как долго ему пришлось уговаривать соплеменников бросить кочевой образ жизни», — отмечает литературный критик Николай Далада.
Постоянный автор журнала «Новый мир» Владислав Сурвилло пишет в своей рецензии на тогда ещё повесть «Цыган», что главный её герой — цыган Будулай, демобилизованный лейтенант Советской Армии — душевный и благородный человек, не стеснённый ни национальными, ни социальными предрассудками — начинает борьбу с дикими таборными порядками, с попрошайничеством, воровством, невежеством и добивается перелома — цыгане идут к колхозному начальству с просьбой принять их в колхоз.
Как отмечает заместитель главного редактора журнала «Молодая гвардия» Вячеслав Горбачёв, роман «Цыган» писался Анатолием Калининым необычно долго. Сначала он задумывался как повесть, и то, что позднее стало первой частью романа, было опубликовано в журнале «Огонёк» ещё в 1961 году. В редакцию журнала приходили многочисленные письма от трудовых коллективов и читателей с настойчивыми просьбами и даже требованиями о возвращении Будулая. В результате, через семь лет были написаны вторая и третья части романа, а через некоторое время и четвёртая. Последняя, девятая часть романа, вышла в московском издательстве «Вече» в 2011 году уже после смерти писателя. Роман обрёл композиционное завершение, а вместе с новым материалом получил и острую социальную направленность. Анатолий Калинин представил в романе не судьбу одного человека, а судьбу народа в поворотный момент его истории. «И Будулай ищет своё счастье не в одиночестве, а в близости со своим цыганским народом, — продолжает Горбачёв, — вывод, который делает Будулай, итожа свои многолетние ошибки, прозрения и открытия, не оставляет сомнений в правильности выбранного пути: „Если такие цыгане, как ты, Будулай, — говорит он себе, — сами не побеспокоятся о судьбе своей и своих детей, никто другой — ни русские, ни какие-нибудь иные люди не сделают это за них“».

## Экранизации и инсценировки
Роману Анатолия Калинина суждена была большая популярность, особенно после ряда экранизаций. Советским зрителям, а особенно зрительницам, полюбился мужественный благородный Будулай. Первой экранизацией романа «Цыган» стал фильм советского кинорежиссёра Евгения Матвеева. Как отмечает исследователь отечественной киноистории Фёдор Раззаков, Матвеев начал снимать картину по роману в 1966 году, причем работал над ней не только как режиссёр, но и как актёр. Он взял себе главную роль — Будулая, а на главную женскую роль Клавдии пригласил Людмилу Хитяеву. Премьера фильма состоялась 13 июля 1967 года в Москве при огромном стечении публики. По итогам опроса, проводимого журналом «Советский экран», актёрские работы Матвеева и Хитяевой были названы в числе лучших за 1967 год. Однако были у этого фильма и хулители. По мнению же самого Раззакова, как артист, Матвеев чудом восстановил на экране провинциальную мелодраму древних времён.
Вторая экранизация вышла на экраны в 1979 году. К слову сказать, съёмки этой картины долгое время откладывались из-за того, что её создатели не могли подобрать подходящего актёра на роль Будулая. Пробовались Николай Сличенко и Армен Джигарханян, но даже они не соответствовали режиссёрскому видению образа. И тогда исполнительница главной женской роли, актриса Клара Лучко, на кандидатуре которой настоял лично Анатолий Калинин, показала режиссёру Александру Бланку фото Михая Волонтира, с которым она ранее работала вместе. Исполняемые роли главного героя и главной героини, — вспоминает Лучко, — переросли не просто в дружбу, которая может быть между мужчиной и женщиной, а почти что в семейные отношения. Эти отношения продолжались до самой смерти Клары Лучко в 2005 г.
В фильме Будулай проводит много времени в сельской кузнице. В беседе с корреспонденткой журнала «Театр» Михай Волонтир поведал, что хоть и вырос в селе, но до работы над этим фильмом ему не случалось постоять у горна. А сцена в кузнице была очень важна для раскрытия характера Будулая. На Дону, в станице Пухляковской, где проходили съёмки фильма, Волонтира познакомили с кузнецом — дядей Костей. У него-то Волонтиру и предстояло за очень короткий срок обучиться кузнечному делу. Михай Ермолаевич садился на мотоцикл в четыре часа утра и мчался к своему наставнику. Этот самый дядя Костя, по словам Волонтира, помог ему раскрыть новые грани характера его героя. Чтобы отблагодарить этого человека, он выковал ему маленькую подкову со своим киноавтографом — «Будулай».
Вторая экранизация превзошла по своему успеху первую. Проследить, «что там сегодня у Клавки с Будулаем» ежедневно собиралась почти вся станица, в которой снимали фильм. Исполнителя роли Будулая, актёра Михая Волонтира, называли «главным цыганом России». Письма, адресованные Михаю Волонтиру, были помечены фразой: «Кино. Будулаю». По мнению обозревателя журнала «Огонёк» Валерия Чумакова, роль вольного цыгана Будулая стала вершиной актёрской карьеры Михая Волонтира.
Изначально по сценарию Будулай погибал в конце фильма, но Михай Волонтир предвидел будущий успех фильма, а потому попросил режиссёра «не убивать» его героя. С ним неожиданно согласился и автор романа Анатолий Калинин. Стараниями Михая Ермолаевича в сценарий внесли соответствующие изменения и финал стал открытым: израненного Будулая увозят и зритель не знает, выжил он или нет. Благодаря этому в 1985 году стало возможным выпустить продолжение «Возвращение Будулая» с теми же актёрами, снискавшее не меньшую популярность.
В середине 1990-х вышел четырёхсерийный фильм «Будулай, которого не ждут» с Отаром Мегвинетухуцеси в главной роли, который представил характерную для того времени «чернушную» версию биографии Будулая. Постановщик превратил героя-фронтовика в зека, возвратившегося после 10 лет отсидки в тюрьме.

Опера «Цыган». Партию Будулая исполняет заслуженный артист России Пётр Макаров. В одном из своих интервью Макаров признался, что партия Будулая — одна из его любимейших

Ростовский композитор Леонид Клиничев написал по мотивам романа Анатолия Калинина одноимённую романтическую оперу в двух актах и четырёх картинах. Действие оперы перенесено в дни сегодняшние, чему долгое время противился создатель романа. Будулай в ней предстаёт ветераном-афганцем. Образ Будулая в опере — это образ одинокого странника, скитальца, который, — как отмечает кандидат искусствоведения, доцент Ростовской государственной консерватории (академии) им. С. В. Рахманинова Наталья Мещерякова, — словно бы отделяет его от других персонажей, а ореол правдолюбца, искателя истины «приподнимает» его над окружением. Он является чем-то сродни ораториальному герою, и вместе с тем, в нём присутствуют отголоски типичного романтического образа Старого Цыгана из оперы Сергея Рахманинова «Алеко» — он свободен от трагической коллизии «Один против всех», свойственной иным романтическим персонажам. Вместо этого он всенародный герой, который становится воплощением романтического долга, а его этос возвышается до уровня античных трагедий. Клиничев долго шёл к созданию этой оперы, работа над которой началась для него ещё в 1974 г., и продолжалась более тридцати лет. С Анатолием Калининым композитор Леонид Клиничев познакомился в середине 80-х. Тогда Клиничев, только что закончивший балет «Тихий Дон», привёз его отрывки Калинину, которому понравилось услышанное, и он согласился на создание музыкального произведения по мотивам своего романа. Нельзя сказать, что их партнёрство на этой ниве было гладким. У Клиничева было три варианта оперы «Цыган»: камерный, большой и окончательный, доработанный уже в 2002 году. Во время написания оперы композитор часто ездил к Калинину. «Были моменты, когда Калинин хотел поправить литературный текст, но у оперы свои законы. Приходилось менять слово в ущерб литературе», — признался позже Клиничев. Некоторые сцены приходилось переписывать по двадцать раз, а потом и вовсе отказываться от них. Премьера оперы состоялась весной 2005 года. Писатель Анатолий Калинин так охарактеризовал оперу: «Опера „Цыган“ уже не мой роман. Это музыкальный роман Клиничева». По мотивам «Цыгана» Клиничевым была также написана большая оркестровая сюита для итальянского оркестра.
В более раннем театральном спектакле «Цыган», ставившемся на ростовской театральной сцене, роль Будулая исполняли Народный артист России, лауреат Государственной премии РСФСР им. Станиславского Николай Провоторов и народный артист СССР Михаил Бушнов.